# Aurore Jean
Aurore Jean [o.ʁɔʁ ʒɑ̃] (* 25. Juni 1985 in Besançon; gebürtig Aurore Cuinet) ist eine ehemalige französische Skilangläuferin.

## Werdegang
Von 2004 bis 2009 nahm Aurore Cuinet vorwiegend am Alpencup teil, den sie in der Saison 2007/2008 auf dem vierten Platz in der Gesamtwertung beendete. Bei den U23-Weltmeisterschaften 2008 in italienischen Mals gewann sie Silber über 10 km klassisch. Ihr erstes Weltcuprennen machte sie im Dezember 2006 in La Clusaz. Im 15-km-Massenstartrennen erreichte sie dem 56. Platz. Ihren ersten Weltcuppunkt holte sie im Januar 2008 mit dem 30. Platz im Sprint. Bei den nordischen Skiweltmeisterschaften 2009 in Liberec belegte sie den 12. Platz im Teamsprint und den 25. Platz im Sprint. In der Saison 2009/10 konnte sie im Sprint mit dem 8. Platz erstmals im Einzel eine Top-Zehn-Platzierung belegen. Ihre besten Platzierungen bei den Olympischen Winterspielen 2010 in Vancouver waren der 14. Platz im 30-km-Massenstart und den sechsten Platz mit der Staffel.
Ab der Saison 2010/11 startete sie unter dem Nachnamen Jean (siehe Abschnitt „Persönliches“). Die Tour de Ski 2010/11 beendete sie auf dem 23. Platz. Ihre besten Platzierungen bei den nordischen Skiweltmeisterschaften 2011 in Oslo waren der 31. Platz im Sprint und der 13. Platz mit der Staffel. Die Tour de Ski 2011/12 beendete sie auf den 31. Platz. Bei den französischen Skilanglaufmeisterschaften 2012 in Bessans gewann sie Gold im Sprint und zweimal Silber über 10 km Freistil und 10 km Skiathlon. Ihre bisher beste Weltcupsaison war die Saison 2012/13, die sie in der Gesamtwertung mit dem 16. Platz beendete und der Sprintwertung den neunten Platz erreichte. In der Saison konnte sie mit dem zweiten Platz im Sprintwettbewerb in Sotschi ihre erste Podestplatzierung im Weltcup belegen. Die Tour de Ski 2012/13 beendete sie auf den 20. Platz. Ihr bestes Ergebnis bei den nordischen Skiweltmeisterschaften 2013 in Val di Fiemme waren der 13. Platz im Skiathlon und der sechste Platz mit der Staffel. Bei der Tour de Ski 2013/14 erreichte sie den 15. Platz. Bei den Olympischen Winterspielen 2014 in Sotschi wurde sie Sechste im 30-km-Massenstartrennen und Vierte mit der Staffel. Bei den französischen Skilanglaufmeisterschaften 2014 in Prémanon gewann sie Bronze im Sprint.
Zu Beginn der Saison 2014/15 beendete Jean die Nordic Opening auf den 27. Platz. Im Februar 2015 belegte sie bei den nordischen Skiweltmeisterschaften 2015 in Falun den achten Rang mit der Staffel. In der Saison 2016/17 errang sie beim Transjurassienne den dritten und beim Marathon de Bessans den zweiten Rang. Ihre besten Ergebnisse bei den Olympischen Winterspielen 2018 in Pyeongchang waren der 22. Platz über 10 km Freistil und der achte Rang zusammen mit Coraline Thomas Hugue im Teamsprint.

## Teilnahmen an Weltmeisterschaften und Olympischen Winterspielen

### Olympische Spiele
- 2010 Vancouver: 6. Platz Staffel, 14. Platz 30 km klassisch Massenstart, 24. Platz Sprint Freistil, 32. Platz 15 km Skiathlon, 46. Platz 10 km Freistil
- 2014 Sotschi: 11. Platz Teamsprint klassisch, 12. Platz Sprint Freistil
- 2018 Pyeongchang: 8. Platz Teamsprint Freistil, 12. Platz Staffel, 22. Platz 10 km Freistil, 23. Platz 15 km Skiathlon, 46. Platz Sprint klassisch

### Nordische Skiweltmeisterschaften
- 2009 Liberec: 12. Platz Teamsprint klassisch, 25. Platz Sprint Freistil
- 2011 Oslo: 13. Platz Staffel, 31. Platz Sprint Freistil 39. Platz 15 km Skiathlon
- 2013 Val di Fiemme: 6. Platz Staffel, 13. Platz 15 km Skiathlon, 21. Platz 10 km Freistil, 22. Platz Sprint klassisch
- 2015 Falun: 8. Platz Staffel

## Platzierungen im Weltcup

### Weltcup-Statistik
Die Tabelle zeigt die erreichten Platzierungen im Einzelnen.
- 1.–3. Platz: Anzahl der Podiumsplatzierungen
- Top 10: Anzahl der Platzierungen unter den ersten zehn
- Punkteränge: Anzahl der Platzierungen innerhalb der Punkteränge
- Starts: Anzahl gelaufener Rennen in der jeweiligen Disziplin
- Hinweis: Bei den Distanzrennen erfolgt die Einordnung gemäß FIS.

| Platzierung         | Distanzrennen a | Distanzrennen a | Distanzrennen a | Distanzrennen a | Distanzrennen a | Skiathlon Verfolgung | Sprint | Etappen- rennen b | Gesamt | Team c | Team c  |
| Platzierung         | ≤ 5 km          | ≤ 10 km         | ≤ 15 km         | ≤ 30 km         | > 30 km         | Skiathlon Verfolgung | Sprint | Etappen- rennen b | Gesamt | Sprint | Staffel |
| ------------------- | --------------- | --------------- | --------------- | --------------- | --------------- | -------------------- | ------ | ----------------- | ------ | ------ | ------- |
| 1. Platz            |                 |                 |                 |                 |                 |                      |        |                   |        |        |         |
| 2. Platz            |                 |                 |                 |                 |                 |                      | 1      |                   | 1      |        |         |
| 3. Platz            |                 |                 |                 |                 |                 |                      |        |                   |        |        |         |
| Top 10              |                 | 1               |                 |                 |                 | 1                    | 9      |                   | 11     | 3      | 9       |
| Punkteränge         | 9               | 13              | 3               | 1               |                 | 17                   | 39     | 6                 | 88     | 9      | 11      |
| Starts              | 18              | 37              | 6               | 3               |                 | 34                   | 70     | 12                | 180    | 9      | 11      |
| Stand: Karriereende |                 |                 |                 |                 |                 |                      |        |                   |        |        |         |

### Weltcup-Gesamtplatzierungen
| Saison  | Gesamt | Gesamt | Distanz | Distanz | Sprint | Sprint |
| Saison  | Punkte | Platz  | Punkte  | Platz   | Punkte | Platz  |
| ------- | ------ | ------ | ------- | ------- | ------ | ------ |
| 2007/08 | 3      | 100.   | -       | -       | 3      | 78.    |
| 2008/09 | 25     | 71.    | -       | -       | 25     | 50.    |
| 2009/10 | 103    | 57.    | 15      | 72.     | 88     | 30.    |
| 2010/11 | 118    | 46.    | 67      | 34.     | 19     | 59.    |
| 2011/12 | 196    | 38.    | 38      | 50.     | 158    | 22.    |
| 2012/13 | 438    | 16.    | 133     | 29.     | 213    | 9.     |
| 2013/14 | 227    | 28.    | 94      | 28.     | 65     | 37.    |
| 2014/15 | 47     | 73.    | 28      | 60.     | 11     | 62.    |
| 2015/16 | -      | -      | -       | -       | -      | -      |
| 2016/17 | -      | -      | -       | -       | -      | -      |
| 2017/18 | 44     | 71.    | 30      | 57.     | 14     | 59.    |

## Persönliches
Im Mai 2010 heiratete Aurore Cuinet den Biathleten Frédéric Jean in ihrem Wohnort Les Rousses.